# Campeonato Sul-Americano de Atletismo de 1933
O Campeonato Sul-Americano de Atletismo de 1933 foi organizado pela CONSUDATLE na cidade de Montevidéu, no Uruguai. Foram disputadas 24 provas com a presença de quatro nacionalidades.

## Medalhistas

### Masculino
| Evento                    | Ouro                         | Ouro    | Prata                              | Prata   | Bronze                         | Bronze |
| ------------------------- | ---------------------------- | ------- | ---------------------------------- | ------- | ------------------------------ | ------ |
| 100 metros                | José de Almeida · Brasil     | 10.6    | Juan Maglio · Argentina            | 10.6    | José Vicente Salinas · Chile   | 11.0   |
| 200 metros                | José Vicente Salinas · Chile | 21.7    | José de Almeida · Brasil           |         | Antonio Sande · Argentina      |        |
| 400 metros                | José Vicente Salinas · Chile | 48.4    | Héctor Domínguez · Uruguai         | 49.2    | Juan Anderson · Argentina      | 49.2   |
| 800 metros                | Juan Anderson · Argentina    | 1:57.8  | Hermenegildo Del Rosso · Argentina | 1:58.6  | Carlos Gallardo · Argentina    | 1:59.6 |
| 1 500 metros              | Belisario Alarcón · Chile    | 4:02.6  | Hermenegildo Del Rosso · Argentina | 4:05.2  | Juan Carballeira · Argentina   | 4:06.4 |
| 3 000 metros              | Luis Oliva · Argentina       | 8:51.6  | ?. Martínez · Argentina            | 9:12.2  | Eusebio Guiñez · Argentina     |        |
| 3 000 metros por equipe   | Argentina                    |         | Uruguai                            |         |                                |        |
| 5 000 metros              | Roger Ceballos · Argentina   | 15:14.6 | Luis Oliva · Argentina             | 15:17.6 | Eusebio Guiñez · Argentina     |        |
| 10 000 metros             | Eusebio Guiñez · Argentina   | 33:08.0 | Belisario Alarcón · Chile          | 33:23.6 | Roger Ceballos · Argentina     |        |
| Marcha atlética 20 milhas | Manuel Plaza · Chile         | 1:59:15 | José Ribas · Argentina             | 2:02:39 | Fernando Cicarelli · Argentina |        |
| 110 metros barreiras      | Sylvio Padilha · Brasil      | 14.8 '  | Miguel Aldatz · Argentina          | 14.8    | Juan Lavenás · Argentina       |        |
| 400 metros barreiras      | Sylvio Padilha · Brasil      | 54.0    | Gerardo Lorenzo · Argentina        | 55.4    | Héctor Domínguez · Uruguai     | 56.2   |
| 4×100 metros estafetas    | Uruguai                      | 44.0    | Brasil                             | 45.5    |                                |        |
| 4×400 metros estafetas    | Argentina                    | 3:25.0  | Uruguai                            | 3:27.2  |                                |        |
| Salto em altura           | Alfonso Burgos · Chile       | 1.85    | Luis Bosetti · Argentina           | 1.80    | Julio Bastón · Uruguai         | 1.80   |
| Salto à vara              | Diego Pajmaevich · Argentina | 3.95    | Lúcio de Castro · Brasil           | 3.80    | Pedro Furné · Argentina        | 3.30   |
| Salto em comprimento      | Héctor Berra · Argentina     | 7.26    | Mario Cardoso · Uruguai            | 6.47    | Ramón Quesada · Argentina      | 6.46   |
| Salto triplo              | Tomás Diz · Argentina        | 13.80   | Pedro Aizcorbe · Argentina         | 13.75   | Julio Bastón · Uruguai         | 13.66  |
| Arremesso de peso         | Rodolfo Butori · Argentina   | 14.15   | Héctor Benapres · Chile            | 13.52   | Antônio Lyra · Brasil          | 13.49  |
| Lançamento de disco       | Héctor Benapres · Chile      | 43.88   | Pedro Elsa · Argentina             | 40.93   | Bento Barros · Brasil          | 40.15  |
| Lançamento do martelo     | Federico Kleger · Argentina  | 53.51   | Antonio Barticevic · Chile         | 45.53   | Juan Fusé · Argentina          | 45.00  |
| Lançamento do dardo       | Efraín Santibáñez · Chile    | 58.10   | Julio Diturbide · Argentina        | 56.58   | José Pergañeda · Argentina     | 56.10  |
| Decatlo                   | Diego Pajmaevich · Argentina | 5759.23 | Raimundo Guiñazu · Argentina       | 4724.58 |                                |        |
| Corta-Mato                | Manuel Plaza · Chile         | 39:11.6 | Fernando Cicarelli · Argentina     | 39:16.4 | Belisario Alarcón · Chile      |        |

## Quadro de medalhas
| Ordem | País      | Medalha de ouro | Medalha de prata | Medalha de bronze | Total |
| ----- | --------- | --------------- | ---------------- | ----------------- | ----- |
| 1     | Argentina | 12              | 14               | 13                | 39    |
| 2     | Chile     | 8               | 3                | 2                 | 13    |
| 3     | Brasil    | 3               | 3                | 2                 | 8     |
| 4     | Uruguai   | 1               | 4                | 3                 | 8     |

Legenda
| Recorde mundial       | Recorde mundial (World record)               |                       | Recorde africano                      | Recorde africano (African) |                                           | Q | Classificado por posição (Qualified) |
| Recorde do campeonato | Recorde do campeonato (Championship record)  | Recorde da América    | Recorde da América (Americas)         | q                          | Classificado por melhor tempo (Qualified) |   |                                      |
| Melhor marca do ano   | Melhor marca do ano (World leading)          | Recorde asiático      | Recorde asiático (Asian)              | DNS                        | Não largou (Did not start)                |   |                                      |
| Recorde nacional      | Recorde nacional (National record)           | Recorde europeu       | Recorde europeu (European)            | DNF                        | Não terminou (Did not finish)             |   |                                      |
| Recorde pessoal       | Recorde pessoal do atleta (Personal best)    | Recorde da Oceania    | Recorde da Oceania (Oceania)          | DSQ / DQ                   | Desclassificado (Disqualified)            |   |                                      |
| Recorde da temporada  | Recorde da temporada do atleta (Season best) | Recorde sul-americano | Recorde sul-americano (South America) | NM                         | Sem marca (No mark)                       |   |                                      |